# جون مدريد
جون مدريد (بالإنجليزية: John Madrid) هو عازف جاز أمريكي، ولد في 2 يناير 1948، وتوفي في 21 فبراير 1990.

## وصلات خارجية
- جون مدريد على موقع ميوزك برينز (الإنجليزية)
- جون مدريد على موقع أول ميوزيك (الإنجليزية)
- جون مدريد على موقع ديسكوغز (الإنجليزية)